# Monika Kobylińska
Monika Kobylińska, née le 9 avril 1995, est une handballeuse internationale polonaise évoluant au poste d'arrière droite.

## Biographie
Avec l'équipe de Pologne, elle participe au championnat du monde 2015, terminé à la 4e place. À titre personnel, elle réalise une belle compétition qui lui vaut d'être élue meilleure jeune arrière droite (moins de 22 ans) du tournoi.
Le 4 février 2019 elle s'engage pour une durée de deux ans avec le Brest Bretagne Handball à partir de la saison 2019-2020.
Elle a participé au championnat du monde en 2015, 2017 et 2021, et championnat d'Europe en 2016, 2018 et 2022.
Elle est capitaine de l'équipe de Pologne.

## Palmarès

### Club
Compétitions internationales
- finaliste de la ligue des champions en 2021 (avec Brest Bretagne Handball)

Compétitions nationales
- championne de Pologne en 2017 (avec Vistal Gdynia)
- championne de France en 2021 (avec Brest Bretagne Handball)
  - vice-championne de France en 2022 (avec Brest Bretagne Handball)
- vainqueur de la coupe de Pologne (2) en 2015 et 2016 (avec Vistal Gdynia)
- vainqueur de la coupe de France en 2021 (avec Brest Bretagne Handball)

### Sélection nationale
championnat du monde
- 4e place du championnat du monde 2015

### Récompenses individuelles
- élue meilleure jeune arrière droite (moins de 22 ans) du championnat du monde en 2015[1]